# 마쓰카와촌
마쓰카와촌(일본어: 松川村)은 일본 나가노현에 있는 기타아즈미군의 촌이다. 아즈미노의 북부에 있다.

## 인접한 자치체
- 오마치시
- 아즈미노시
- 기타아즈미군 이케다정

## 역사
- 1874년 10월 22일 - 아즈미군 마쓰카와촌, 이타도리촌, 간도신덴촌, 호소노촌, 네즈미아나촌이 합병해 새로운 마쓰카와촌이 되었다.

## 인구
| 연도 | 인구   | ±%     |
| ---- | ------ | ------ |
| 1940 | 4,176  | —      |
| 1950 | 5,912  | +41.6% |
| 1960 | 6,200  | +4.9%  |
| 1970 | 6,342  | +2.3%  |
| 1980 | 7,496  | +18.2% |
| 1990 | 8,337  | +11.2% |
| 2000 | 9,701  | +16.4% |
| 2010 | 10,093 | +4.0%  |

## 교통

### 철도
- 동일본 여객철도 오이토선

### 도로
- 국도 147호선